# Manuel González-Olaechea Franco
Manuel González-Olaechea Franco (Lima, 4 de enero de 1948-Lima, 23 de junio de 2019) fue un diplomático y periodista peruano.

## Biografía
Nació en Lima, siendo hijo de Manuel González-Olaechea Casanova y Dolores Franco Salcedo. Su padre fue diplomático, embajador en Dinamarca y Costa Rica, y asesor del Ministerio de Relaciones Exteriores. Su hermano Javier González-Olaechea Franco fue ministro de Relaciones Exteriores del Perú entre 2023 y 2024.
Con estudios en Ciencias Económicas y Sociales en la Universidad Católica de Lovaina y graduado de la Academia Diplomática del Perú, pasó al servicio diplomático, siendo destacado en Santiago de Chile, Londres, Estocolmo, París y Madrid, desde donde inició la repatriación de importantes piezas del patrimonio cultural del Perú. También laboró en diversas dependencias del Ministerio de Relaciones Exteriores o Torre Tagle.
En los años 1990 fue corresponsal del diario La República en París, dedicándose a analizar los acontecimientos internacionales en el ámbito político y económico. También fue colaborador del diario Expreso.
Falleció en Lima, en junio de 2019, víctima de una enfermedad.